# Angelo Lauret
Pour les articles homonymes, voir Lauret.
Angelo Lauret, né le 26 septembre 1927 à Petite-Île et mort le 10 avril 2021 à Saint-Pierre, est une figure emblématique du syndicalisme agricole dans le département de La Réunion.
Militant de la première heure à la FDSEA, il adhère au Parti communiste réunionnais dans les années 1960.
Cofondateur et président de la CGPER en 1975, il se distingue pour son combat mené durant plus de 30 ans pour la défense et la reconnaissance du petit agriculteur réunionnais.

## Biographie

### Enfance
9ème enfant issu d’une fratrie de treize, Renel Angelo Lauret fait ses premiers pas dans les hauts de Petite-Île. A cette époque ses parents, frères et sœurs sont au service de François Payet qui les héberge dans une case en paille, sur ses terres de Manapany-Les-Hauts.
Au début de l’année 1930, grâce au breuvage salutaire d'un tisaneur, il survit miraculeusement à une épidémie de fièvre typhoïde qui emporte en l'espace de quinze jours, sa sœur aînée et ses deux frères âgés respectivement de 19, 14 et 10 ans.
Lorsque son père Émile (1890-1962) abandonne un peu plus tard son domicile, les  enfants restent avec leur mère Alexandrine (1892-1975) et garantissent avec elle la vie du foyer ainsi que l’exploitation de la propriété. Du haut de ses 6 ans, il s’engage à son tour dans cette dynamique établie et se rend utile sur le terrain pour gagner 1 franc CFA par jour. Ses parents se réconcilient et décident de quitter les lieux en espérant trouver une vie meilleure à Grands-bois-les-hauts, sur la commune de Saint-Pierre.
Curieux et particulièrement intéressé par les activités de type scolaire, Angelo apprend progressivement à lire et à écrire avec ses sœurs cadettes scolarisées en primaire.

### Adolescence et jeunesse
A l'instar de ses frères aînés, il élève quelques poulets, lapins et autres cabris, qu’il va pouvoir marchander de façon occasionnelle. Du lever au coucher du soleil, il travaille pour des petits exploitants agricoles alentour, nettoie les terrains en friches, prépare le sol pour des plantations futures, fouille les racines de vétiver, plante et cultive la canne, le maïs, le manioc et autres graines comestibles. Les journées sont longues et physiquement épuisantes en ce temps-là où la terre ne peut être remuée qu'à mains nues en s'aidant de quelques outils rudimentaires.
Chemin faisant, il trouve l'opportunité de vivre une expérience différente à l’usine de Grands bois quand il est recruté comme « garçon de corvées ». Œuvrant quelque temps aux côtés des engagés malgaches et africains, il ne se résigne pas à subir indéfiniment la tyrannie des « commandeurs » qui dirigent et persécutent les ouvriers en proférant invectives et menaces, le fouet à la main.
En 1947 il a 20 ans. Appelé sous les drapeaux, il accomplit son service militaire à Diego Suarez. Au bout d'une année vécue en pleine insurrection malgache, il revient temporairement chez ses parents et reprend en main son destin de paysan. En avançant à travers champs à bord de sa première « charrette bœuf », il cherche le moyen de prendre son indépendance, songe au mariage. Le 3 juillet 1950, il se marie avec Anise Folio, et s’installe avec elle dans sa petite case en bois sous tôles, acquise pour la circonstance et située à quelques pas du Piton de Mont Vert. Trois de ses huit enfants voient le jour ici. Les deux premiers décèdent deux mois après la naissance.
En 1957, avec son épouse et son fils unique de 2 ans, il décide de revenir définitivement à Grands Bois les hauts.

### Militant politique et syndical
Au début des années 1960, lui-même représentant de la FDSEA, comprend bien que les décisions gouvernementales prises pour la filière canne-sucre avantagent surtout les usiniers et les gros propriétaires fonciers. De même qu'il prend conscience que les revendications portées par le PCR sont justes, conformes aux attentes des milliers de petits planteurs qui s’inquiètent comme lui pour l’avenir de la profession. Avec détermination, il s’engage dans le sillage de Paul Vergès, convaincu que la bataille à mener sera longue et difficile, même risquée; mais elle doit être soutenue.
Militant actif, il assiste aux réunions, distribue des tracts, participe à la diffusion du journal Témoignages, fait du porte-à-porte, organise des meetings, rejoint les manifestations interdites ou pas, colle des affiches, lance des pétitions, bloque les routes, prend des coups de matraques, évite les embuscades, jusqu'à se faire incarcérer durant plus de quatre mois à la Maison d'Arrêt de Saint-Pierre, à la suite d'une affaire de bagarre entre colleurs et décolleurs d’affiches lors d'une campagne électorale.
En 1964, lorsque Paul Vergès entre en clandestinité, le leader du PCR sait qu’il peut compter sur Angelo et d'autres camarades planteurs durant sa cavale.
En 1967, avec le soutien du PCR, il fonde des comités de survie et anime des réunions de planteurs aux quatre coins de l'île.
En 1969, il est élu Président du Comité de Défense des Planteurs qui veut s'opposer à la politique agricole menée par Jean-Paul Virapoullé et Paul Ferrand. Le premier est conseiller en gestion agricole à la Chambre d'agriculture et secrétaire de la FDSEA. Le second est Président de la FDSEA, de la FEDECANNE et de la Chambre d'agriculture.
En 1971, Angelo et ses amis planteurs manifestent et bloquent les usines sucrières, en réclamant la révision des accords conclus entre les industriels et la FEDECANNE.
En 1975, la FEDECANNE est une fois de plus accusée d’avoir trahi les planteurs qui s’organisent pour la riposte. C’est dans ce contexte que prend forme la Confédération Générale des Planteurs et Éleveurs de la Réunion (CGPER).

### Différents mandats exercés
- 1975-1983 : Président de la CGPER

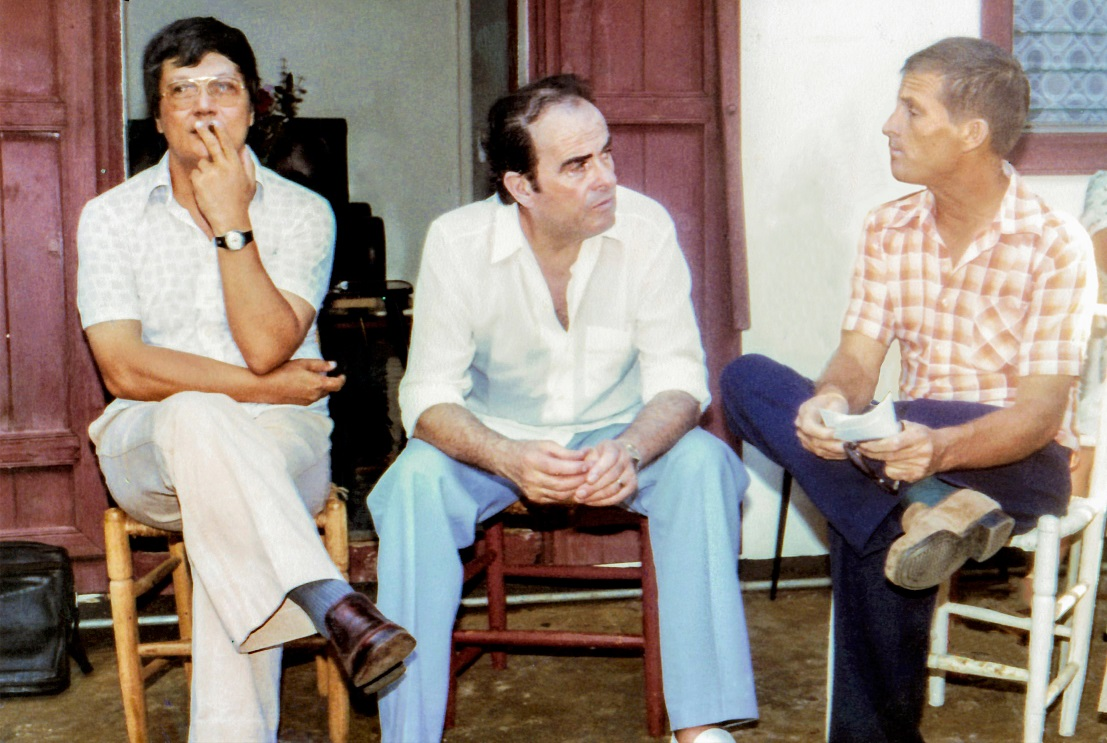
Paul Vergès, Georges Marchais et Angelo Lauret en avril 1979.

- 1983-1989 : Premier vice-président de la Chambre d’agriculture
- 1983-1989 : 3ème adjoint au maire de la Petite-Île, Christophe Payet
- 1983-1994 : Président du CTICS et administrateur de l’ODEADOM
- 1986-1992 : Conseiller régional sous la présidence de Pierre Lagourgue.
- 1989-1995 : Président de la Chambre d’agriculture.
Dès son élection à la chambre verte, il exprime son désir d'insuffler une nouvelle dynamique au sein de l'institution. Il affiche son ambition de vouloir travailler avec l'ensemble du personnel. Il souhaite que tous les acteurs se mobilisent et restent à disposition des agriculteurs qui ont besoin d’être formés, guidés, accompagnés sur le terrain.
Entouré d’éminents conseillers et appuyé par un bureau directeur qui fait la part belle à ses compagnons de route de la CGPER, il présente sa feuille de route aux pouvoirs publics et reste confiant dans le cap qu'il s'est fixé.

### Retraite
En 1993, au bout de quatre années d’investiture, des divergences profondes se dévoilent au grand jour entre les membres du bureau et le directeur général. Face au dilemme auquel il est confronté, le président choisit de soutenir sans réserve  son bras droit.
L’équilibre de l’institution est sérieusement entravé quand la majorité de l’Assemblée demande la révocation de Guy Signon.

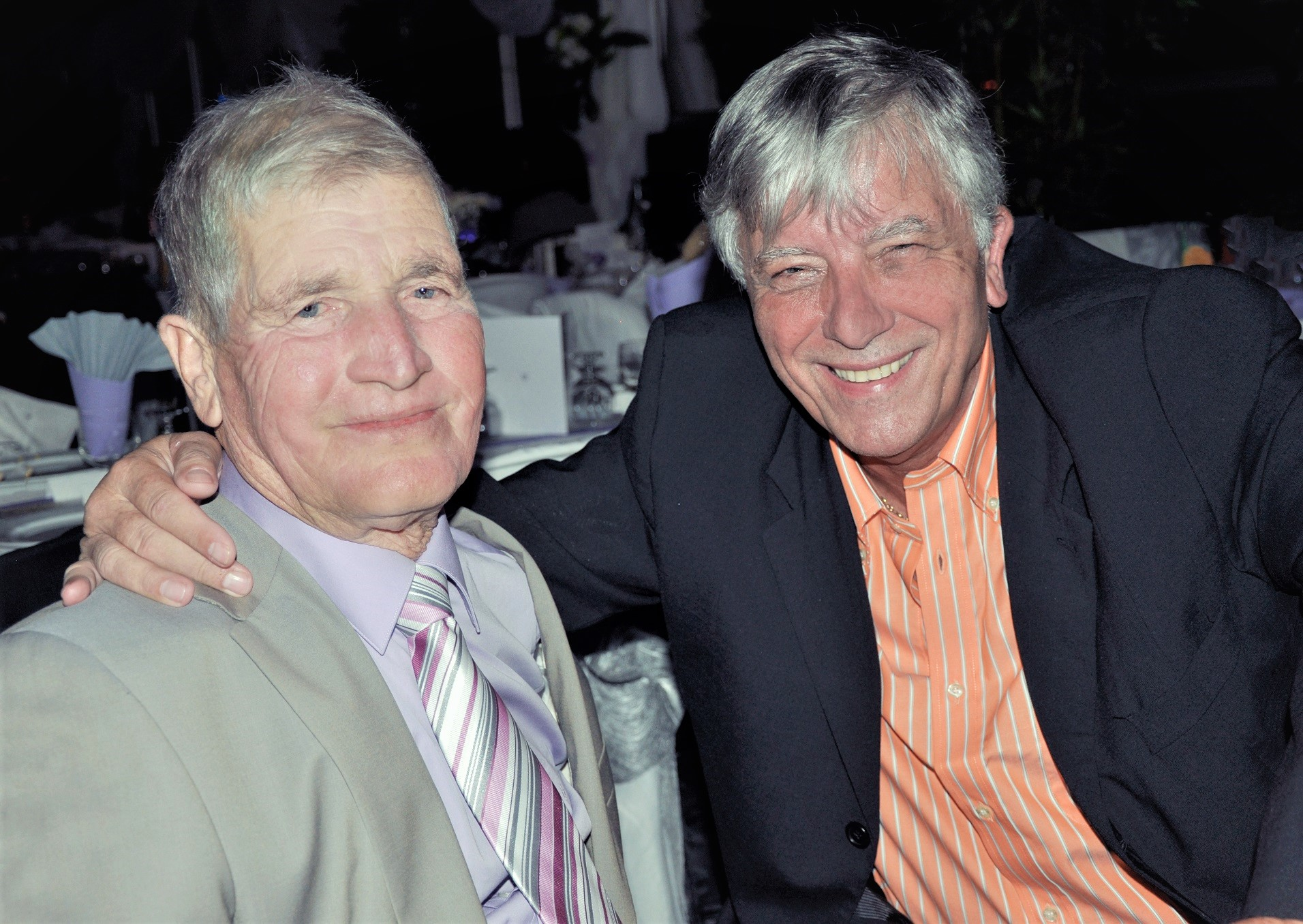
Angelo Lauret et Guy Signon en juillet 2010.

En janvier 1995, le conseil des ministres prononce la dissolution de la Chambre d’agriculture. Tous les élus s’en vont, Angelo Lauret met un terme à son engagement politique et syndical et prend sa retraite à l'âge de 68 ans.
Guy Signon reste aux commandes avec la délégation spéciale chargée d’expédier les affaires courantes jusqu'au mois d'avril 1995, avant d’être licencié par le nouveau président Jean-Yves Minatchy. A l'issue d'une longue bataille judiciaire, il sera dédommagé pour le préjudice constaté.

### Mort
Dans la nuit du 9 au 10 avril 2021, Angelo Lauret s'éteint à son domicile à l’âge de 94 ans. Le Président de la Chambre d'Agriculture Frédéric Vienne, la CGPER, la FDSEA, le PCR ainsi que de nombreux élus et autres responsables politiques et syndicaux de La Réunion lui rendent hommage,,. Les obsèques ont lieu à l’Église paroissiale Notre-Dame du Mont Carmel. Il sera inhumé sur le même site, au cimetière de Grands Bois où il repose en paix auprès de sa fille Josie. 

## Hommages
En septembre 2023, une médiathèque porte son nom Angelo Lauret, elle se trouve sur les ruines de l'usine de Grands Bois.
Son nom apparaît sur le fronton du Lycée agricole de Saint-Joseph.